# Exuma Sound
Exuma Sound är ett sund i Bahamas.   Det ligger i distriktet Cat Island, i den sydöstra delen av landet, 160 km sydost om huvudstaden Nassau.